# Strasser & Rohde

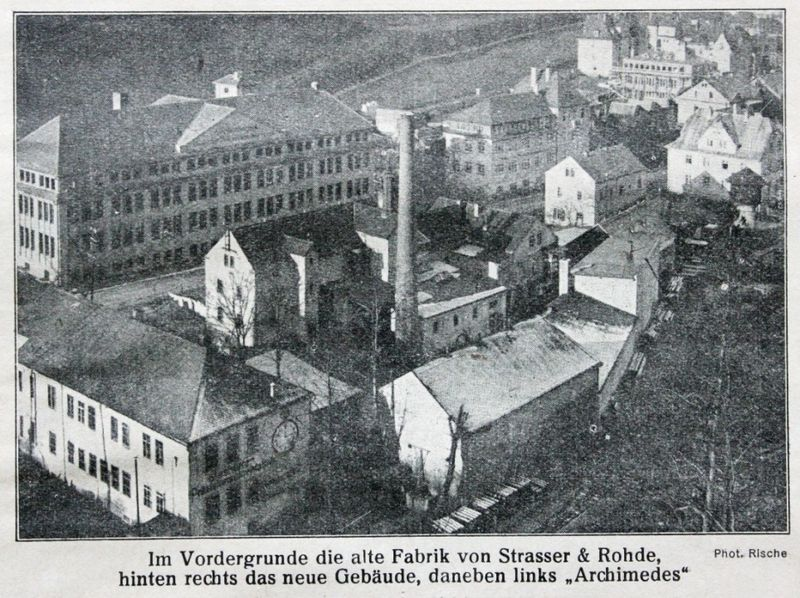
Uurwerkfabrieken van Strasser & Rohde in Glashütte: de oude linksvoor en de nieuwe rechtsachter

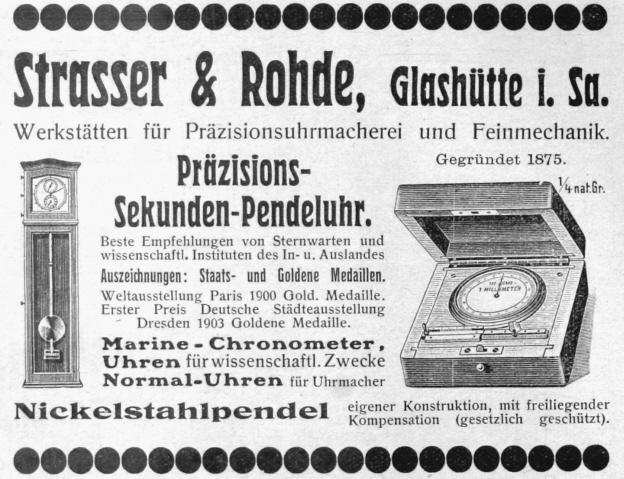
Advertentie van Strasser & Rohde uit 1911

De (Mechanischen Werkstätten) Strasser & Rohde was een Duitse fabrikant van met name uiterst nauwkeurige uurwerken. Zij speelde een grote rol bij de laatste technische ontwikkelingen van het slingeruurwerk, tot aan de komst van het kwartsuurwerk in 1927.

## Geschiedenis
De firma werd in 1875 opgericht door de uurwerkmaker Ludwig Strasser en de monteur Gustav Rohde. De firma was gevestigd in Glashütte, lange tijd een centrum van klokkenmakers, in de Pruisische provincie Saksen. De uurwerkmaker Curt Dietzschold was korte tijd mede-eigenaar. Hoewel Strasser in toenemende mate betrokken raakte bij de Deutsche Uhrmacherschule Glashütte, bleef hij firmant tot aan 1914. Rohde was inmiddels op leeftijd en in 1918 werd het bedrijf overgenomen door de industrieel Friedrich Kreis, die het voor 24.000 Goldmark verpachtte aan de uurwerkmaker Paul Weiss. Kreis bezat ook fabrieken in Berlijn en in Zwitserland, zodat Strasser & Rohde de beschikking kreeg over onderdelen en halffabricaten van derden. Weiss kocht het bedrijf na overlijden van Kreis in 1925 en leidde het bedrijf tot aan zijn dood in 1943, waarna zijn weduwe Margarethe kortstondig de leiding had. Na de Tweede Wereldoorlog kwam de leiding in handen van Arno Wustlich, schoonzoon van Paul en Margarethe, die reeds langer voor de firma werkzaam was. Hij leidde het bedrijf tot aan het faillissement in 1958.

## Producten
Aanvankelijk produceerde de firma verschillende precisieapparatuur als micrometers, rekenmachines en de 
toentertijd recente uitvinding van de taxameter. Later richtte Strasser & Rohde zich geheel op uurwerken en verwante apparatuur. Het bedrijf trachtte de hoogst mogelijke nauwkeurigheid te bereiken door verbeteringen aan te brengen op diverse onderdelen van het mechaniek. Alle klokken van Strasser & Rohde waren terug te voeren op één grondtype, die wel de Glashütter Präzisions-Pendeluhr (GPPU) genoemd wordt, waarbij de koppeling tussen slinger en uurwerk in omgekeerde volgorde werd gemonteerd. Aan die ontwikkeling hebben verscheidene uurwerkmakers bijgedragen. Het door Strasser uitgevonden en gepatenteerde "vrije veerkracht echappement" had daarin een perfectionerende rol. Met deze constructie werd de slinger losgekoppeld van het gaande werk, waardoor zij nauwkeuriger kon bewegen. Op de Saksisch-Thüringer Industrietentoonstelling van 1897 trad de firma voor het eerst met deze vinding naar buiten en op de Wereldtentoonstelling van 1900 in Parijs werd zij met een gouden medaille onderscheiden. De firma vervaardigde op basis van deze vinding slingeruurwerken van de hoogst mogelijke nauwkeurigheid, meest voor wetenschappelijke doeleinden. In Nederland werden tussen 1904 en 1911 vier klokken voor wetenschappelijke doeleinden bij Strasser & Rohde besteld. Eén daarvan werd gebruikt voor de Rijkscommissie voor Graadmeting en Waterpassing, de andere drie waarschijnlijk door de Leidse sterrenwacht. Museum Boerhaave in Leiden beschikt over een astronomisch slingeruurwerk van Strasser & Rohde, dat lange tijd dienstdeed als moederklok voor alle klokken in de Leidse Sterrewacht. Een van de andere drie stond in het oude Geodesiegebouw van de TU Delft aan de Kanaalweg, totdat het tot studentenhuis werd verbouwd.

### DUB-uurwerk
Behalve complete klokken, vervaardigde de firma ook losse mechanieken, waarmee afnemers uurwerken en andere mechanieken konden samenstellen. Een van de meest succesvolle daarin was het op initiatief van de Deutsche Uhrmacherbund (DUB) ontwikkelde en vanaf 1908 geproduceerde uurwerk. Het was bedoeld als werkplaatsklok, waarmee uurwerkmakers hun eigen producten konden ijken. Het relatief goedkope precisieuurwerk werd in serie vervaardigd en Strasser & Rohde gaf een garantie op de afwijking met de zonnetijd van minder dan 0,1 seconde per etmaal.

### Compensatieslinger
Eventueel uitzetten of krimpen van de slinger door temperatuurwisselingen kunnen van invloed zijn op de beweging ervan en daarmee op de nauwkeurigheid van het uurwerk. In een compensatieslinger maakt men gebruik van de verschillen in uitzetten van twee of meer materialen teneinde voor dit effect te compenseren. Strasser & Rohde heeft veel verschillende slingers vervaardigd, telkens op zoek naar perfectionering van dit instrument. De door Ludwig Strasser bedachte compensatieslinger van nikkel en staal in een speciale constructie maakten de klokken van Strasser & Rohde tot de meest nauwkeurige slingeruurwerken ooit gemaakt.

## Zwaartekracht
In 1672 ontdekte de Fransman Jean Richer dat zijn slingeruurwerk in Guyana, nabij de evenaar, een afwijking had van 2½ minuut per etmaal. De afstand tot de aardkern is van invloed op de beweging van een slinger en de aarde is rond de evenaar dikker dan elders. Ter compensatie liet Strasser & Rohde tabellen publiceren waarmee de afstelling van de uurwerken per geografische breedte kon worden aangepast.
Omgekeerd kan worden gesteld dat men met waargenomen slingerbewegingen iets kan zeggen over lokale afwijkingen aan het zwaartekrachtveld van de planeet. Met dit gegeven produceerde Strasser & Rohde geodetische veldklokken voor dat soort waarnemingen. In 1902 waren reeds bestellingen geplaatst door de Duitse marine, de Deense generale staf, het centrale instituut van de Europese Graadmeting en het geodetisch instituut van Potsdam. De firma deed grote moeite om de uurwerken te beschermen tegen invloeden (of ontregeling) door het over grote afstanden vervoeren van deze instrumenten.